# Liste der Biografien/Polj
Liste der Biografien |
Portal Biografien |
Personensuche
# |
A |
B |
C |
D |
E |
F |
G |
H |
I |
J |
K |
L |
M |
N |
O |
P |
Q |
R |
S |
T |
U |
V |
W |
X |
Y |
Z |
?
 
Pa |
Pc |
Pe |
Pf |
Ph |
Pi |
Pj |
Pk |
Pl |
Pm |
Pn |
Po |
Pr |
Ps |
Pt |
Pu |
Pv |
Pw |
Py
 
Poa |
Pob |
Poc |
Pod |
Poe |
Pof |
Pog |
Poh |
Poi |
Poj |
Pok |
Pol |
Pom |
Pon |
Poo |
Pop |
Por |
Pos |
Pot |
Pou |
Pov |
Pow |
Pox |
Poy |
Poz
 
Pola |
Polc |
Pold |
Pole |
Polf |
Polg |
Polh |
Poli |
Polj |
Polk |
Poll |
Polm |
Poln |
Polo |
Pols |
Polt |
Polu |
Polv |
Polw |
Poly |
Polz
Die Liste der Biografien führt alle Personen auf, die in der deutschsprachigen Wikipedia einen Artikel haben. Dieses ist eine Teilliste mit 52 Einträgen von Personen, deren Namen mit den Buchstaben „Polj“ beginnt.

## Polj

### Polja
- Poljak, Abram (1900–1963), russisch-deutscher Autor
- Poljak, Miroslav (1944–2015), jugoslawischer Wasserballspieler
- Poljak, Renato (* 1997), österreichischer Basketballspieler
- Poljak, Roberto (1932–2019), argentinischer Biophysiker und Immunologe
- Poljakoff, Stefanie (* 1982), deutsche Schauspielerin
- Poljakov, Fedor (* 1959), deutscher Slawist russischer Abstammung
- Poljaková, Katarína (* 1990), slowakische Tennisspielerin
- Poljakova-Všivtseva, Jelena (* 1972), estnische Biathletin
- Poljakow, Alexander Markowitsch (* 1945), russischer Physiker
- Poljakow, Alexei Alexandrowitsch (* 1985), russischer Handballspieler
- Poljakow, Dmitri Fjodorowitsch (1921–1988), sowjetischer OffizierDmitri Fjodorowitsch Poljakow (1921–1988)

Dmitri Fjodorowitsch Poljakow (1921–1988)

- Poljakow, Dmytro (* 1968), ukrainischer Tennisspieler
- Poljakow, Élie de, russischer Pferdesportler
- Poljakow, Gleb Wladimirowitsch (1931–2021), sowjetischer Geologe
- Poljakow, Iwan Semjonowitsch (1845–1887), russischer Zoologe, Anthropologe und Ethnograph
- Poljakow, Juri Michailowitsch (* 1954), russischer Schriftsteller
- Poljakow, Lasar Solomonowitsch (1842–1914), russischer Bankier
- Poljakow, Nikolai (* 1951), sowjetischer Segelsportler
- Poljakow, Ruwim Weniaminowitsch (1880–1970), russisch-US-amerikanischer Maschinenbauingenieur, Erfinder und Hochschullehrer
- Poljakow, Samuil Solmonowitsch (1838–1888), russischer Eisenbahn-Unternehmer
- Poljakow, Sergei Wladimirowitsch (* 1968), russischer Sportschütze
- Poljakow, Taras Panteleimonowitsch (* 1954), russischer Museologe und Hochschullehrer
- Poljakow, Waleri Wladimirowitsch (1942–2022), sowjetischer bzw. russischer KosmonautWaleri Wladimirowitsch Poljakow (1942–2022)

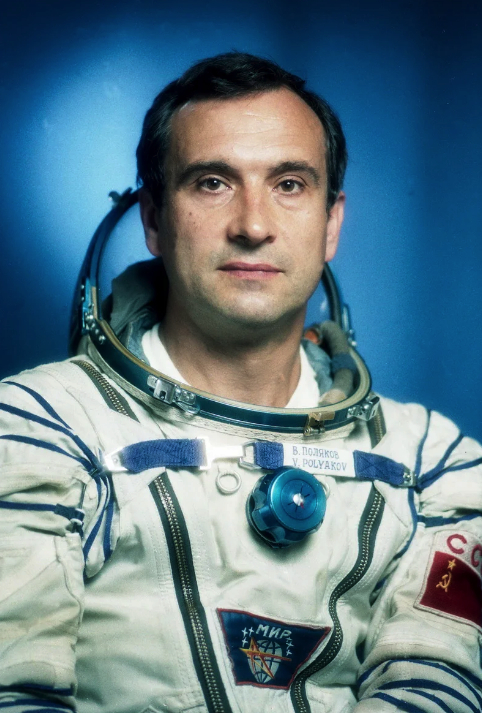
Waleri Wladimirowitsch Poljakow (1942–2022)

- Poljakow, Wassili Iwanowitsch (1913–2003), sowjetischer Politiker und Journalist
- Poljakow, Wladimir Nikolajewitsch (* 1960), sowjetischer Leichtathlet
- Poljakowa, Ella Michailowna (* 1941), russische Friedens- und Menschenrechtsaktivistin
- Poljakowa, Irina Wassiljewna (* 1961), russische Sportlerin und Trainerin
- Poljakowa, Jewgenija Andrejewna (* 1983), russische Sprinterin
- Poljakowa, Nonna (1930–1999), sowjetische Sprinterin
- Poljakowa, Tamara (* 1960), sowjetisch-ukrainische Radrennfahrerin
- Poljanec, David (* 1986), slowenischer Fußballspieler
- Poljanec, Vinko (1876–1938), österreichischer Pfarrer und Politiker (KSS), Landtagsabgeordneter
- Poljanin, Andrei Dmitrijewitsch (* 1951), russischer Mathematiker
- Poljanitschko, Wiktor Petrowitsch (1937–1993), sowjetischer bzw. russischer Politiker und Diplomat
- Poljanow, Dimitar (1876–1953), bulgarischer Schriftsteller
- Poljanskaja, Anastassija Sergejewna (* 1986), russische Triathletin
- Poljanskaja, Ljubow Andrejewna (* 1989), russische Triathletin
- Poljanski, Danil (* 1991), kasachischer Stabhochspringer
- Poljanski, Dmitri Andrejewitsch (* 1986), russischer Triathlet
- Poljanski, Dmitri Michailowitsch (* 1989), russischer Boxer
- Poljanski, Dmitri Stepanowitsch (1917–2001), sowjetischer Politiker
- Poljanski, Igor Andrejewitsch (* 1990), russischer Triathlet
- Poljanski, Igor Nikolajewitsch (* 1967), sowjetischer Schwimmer
- Poljański, Paweł (* 1990), polnischer Radrennfahrer
- Poljanski, Sergei Wladimirowitsch (* 1989), russischer Weitspringer
- Poljanskyj, Roman (* 1986), ukrainischer Pararuderer
- Poljarus, Artem (* 1992), ukrainischer Fußballspieler
- Poljatschenko, Wolodymyr (1938–2012), ukrainischer Politiker, Unternehmer und Honorarkonsul

### Polji
- Poljičak, Mili (* 2004), kroatischer Tennisspieler

### Poljo
- Poljonowa, Jelena Iljinitschna (* 1983), russische Handballspielerin
- Poljowa, Wiktorija (* 1962), ukrainische Komponistin

### Polju
- Poljudina, Wiktorija (* 1989), kirgisische Leichtathletin